# Allium iranicum
Allium iranicum là một loài thực vật có hoa trong họ Amaryllidaceae. Loài này được (Wendelbo) Wendelbo mô tả khoa học đầu tiên năm 1985.